# Chrysorithrum
Chrysorithrum is een geslacht van vlinders van de familie spinneruilen (Erebidae), uit de onderfamilie Calpinae.

## Soorten
- C. amata Bremer & Grey, 1852
- C. flavomaculata (Bremer, 1861)
- C. maximowiczi Bremer, 1864